# Robert for årets korte dokumentarfilm
Robert for årets korte dokumentarfilm er en pris, der uddeles af Danmarks Film Akademi ved den årlige Robertfest. Prisen er blevet uddelt siden 1984.

## Prisvindere

### 1980'erne
- 1984: Motivation - Anne Wivel og Arne Bro
- 1985: Fugl Fønix - Jon Bang Carlsen
- 1986: De tavse piger - Anne Wivel og Arne Bro
- 1987: Asian Heart - kone pr. postordre - Malene Ravn og Bodil Trier
- 1988: Ansigt til ansigt - Anne Wivel
- 1989: Lys - Jens Jørgen Thorsen

### 1990'erne
- 1990: Med døden inde på livet - Dola Bonfils
- 1991: 1700 meter fra fremtiden - Ulla Boje Rasmussen
- 1992: Ikke uddelt
- 1993: Hjerter i slør af Jesper W. Nielsen og Brev til Jonas af Susanne Bier
- 1994: En skæv start og To år med Randi - Anja Dalhoff
- 1995: Drengen der gik baglæns - Thomas Vinterberg
- 1996: Carl Th Dreyer - Min metier & Haiti af Torben Skjødt Jensen og Haiti. Uden titel af Jørgen Leth
- 1997: Per Kirkeby - Vinterbillede - Jesper Jargil
- 1998: Patrioterne - Tómas Gislason
- 1999: Gaias børn - Bente Milton

### 2000'erne
- 2000: Jeg er levende - Jørgen Leth
- 2001: Den højeste straf - Tómas Gislason
- 2002: Radiofolket - Dorte Høegh Brask
- 2003: Palle Nielsen - Mig skal intet Fattes - Jytte Rex
- 2004: Krig - Jens Loftager
- 2005: Biernes by - Laila Hodell og Bertel Torne
- 2006: Kort film om tro - Nikolai Østergaard
- 2007: Lyd på liv - Iben Haahr Andersen og Katia Forbert Petersen
- 2008: Verden i Danmark - Max Kestner
- 2009: Lille voksen - Anders Gustafsson og Patrik Book

### 2010'erne
- 2010: Ønskebørn - Birgitte Stærmose
- 2011: Fini - Jacob Secher Schulsinger
- 2012: Den tid vi har - Mira Jargil
- 2013:  Kongens Foged - Phie Ambo
- 2014: Tal R: The Virgin - Daniel Dencik
- 2015: Mig og min far - hvem fanden gider klappe? - Kathrine Ravn Kruse
- 2016: Home Sweet Home - Katrine Philp